# Justiție

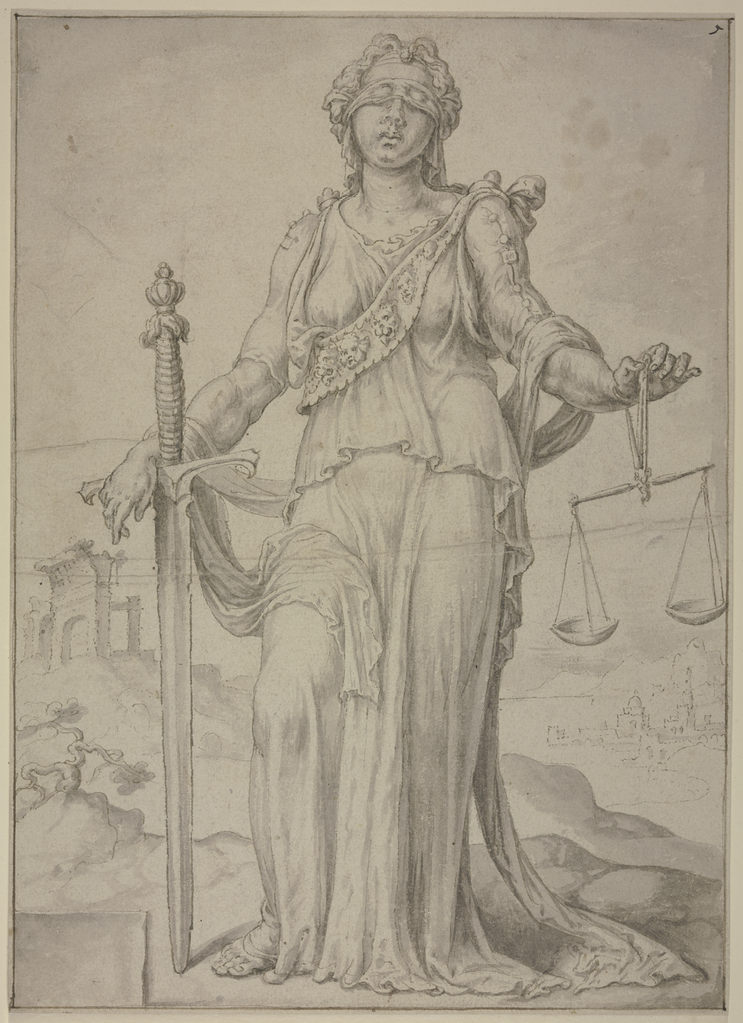
"Justiția" de Maarten van Heemskerk, 1556. "Justiția" înseamnă obiecte simbolice, cum ar fi: o sabie, o balanță și o legătură la ochi.

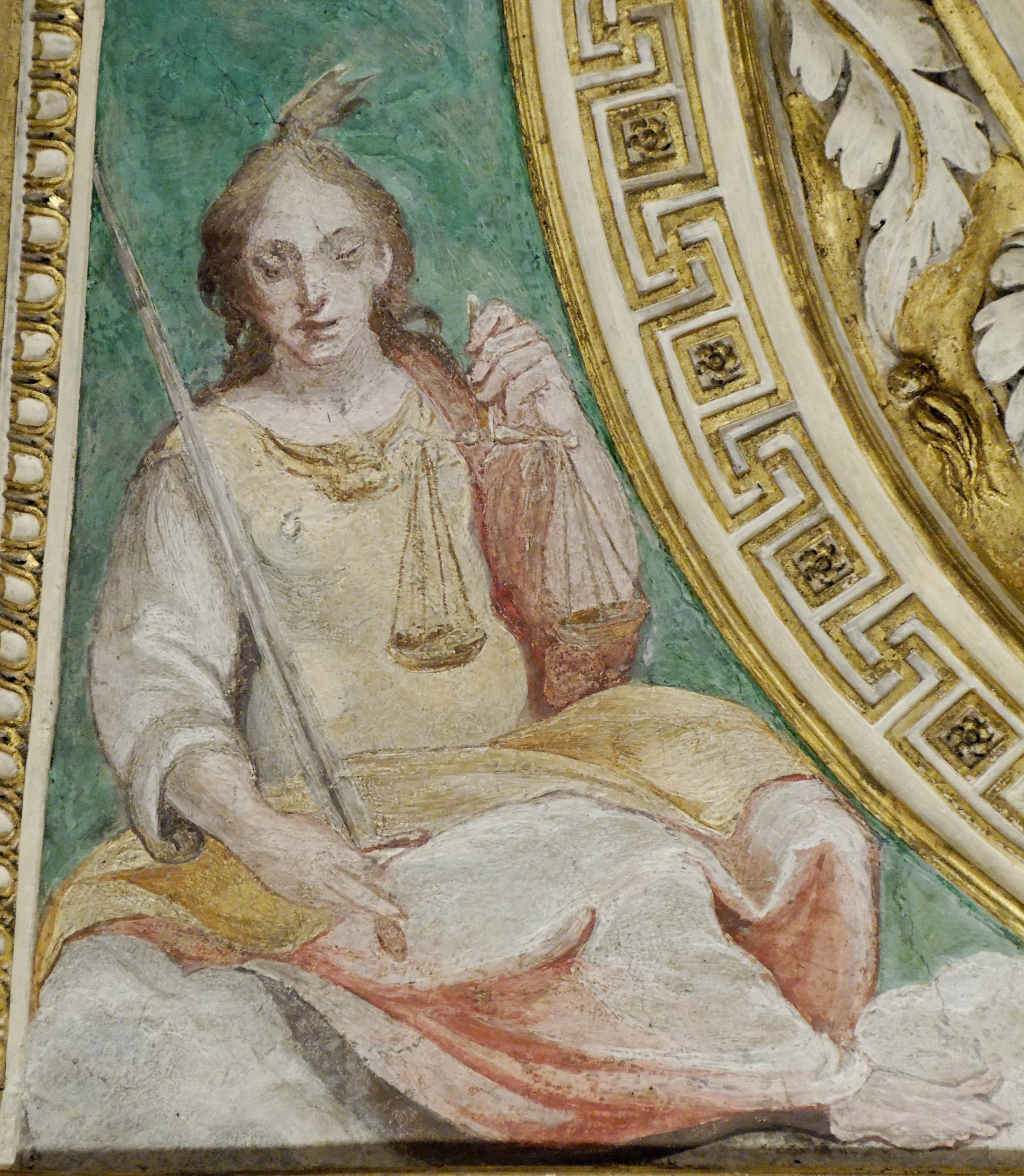
Justiția, una dintre cele patru virtuți cardinale, de Vitruvio Alberi, 1589-1590. Fresca, colțul bolții, studiolo a Madonnei Mercy, Palazzo Altemps, Roma

Justiția este totalitatea instanțelor judecătorești dintr-un stat, menite să aplice legea și să înfăptuiască dreptatea. Gânditorii în tradiția contractului social afirmă că justiția este derivată din acordul reciproc al tuturor celor interesați. În secolul al XIX-lea gânditorii utilitari, inclusiv John Stuart Mill, au declarat că justă este acțiunea care are cele mai bune consecințe. 

## Bazele justiției
Teoriile justiției distributive se preocupă de ceea ce este distribuit, între cine urmează să fie distribuite și care este distribuția propriu-zisă. Egalitariștii au susținut că justiția nu poate exista decât în coordonatele egalității. John Rawls a folosit un argument al contractului social pentru a arăta că justiția, și mai ales justiția distributivă, este o formă de corectitudine. Drepturile teoreticienilor în domeniul dreptului de proprietate (precum Robert Nozick) au de asemenea o viziune consecventă asupra justiției distributive și susțin că justiția bazată pe drepturile de proprietate maximizează bogăția globală a unui sistem economic. Teoriile justiției retributive se referă la pedeapsa pentru nelegiuiri. Justiția restaurativă (numită uneori și "justiție reparatorie") este o abordare a justiției care se concentrează asupra nevoilor victimelor și infractorilor.